# Liste der Hochhäuser in Basel

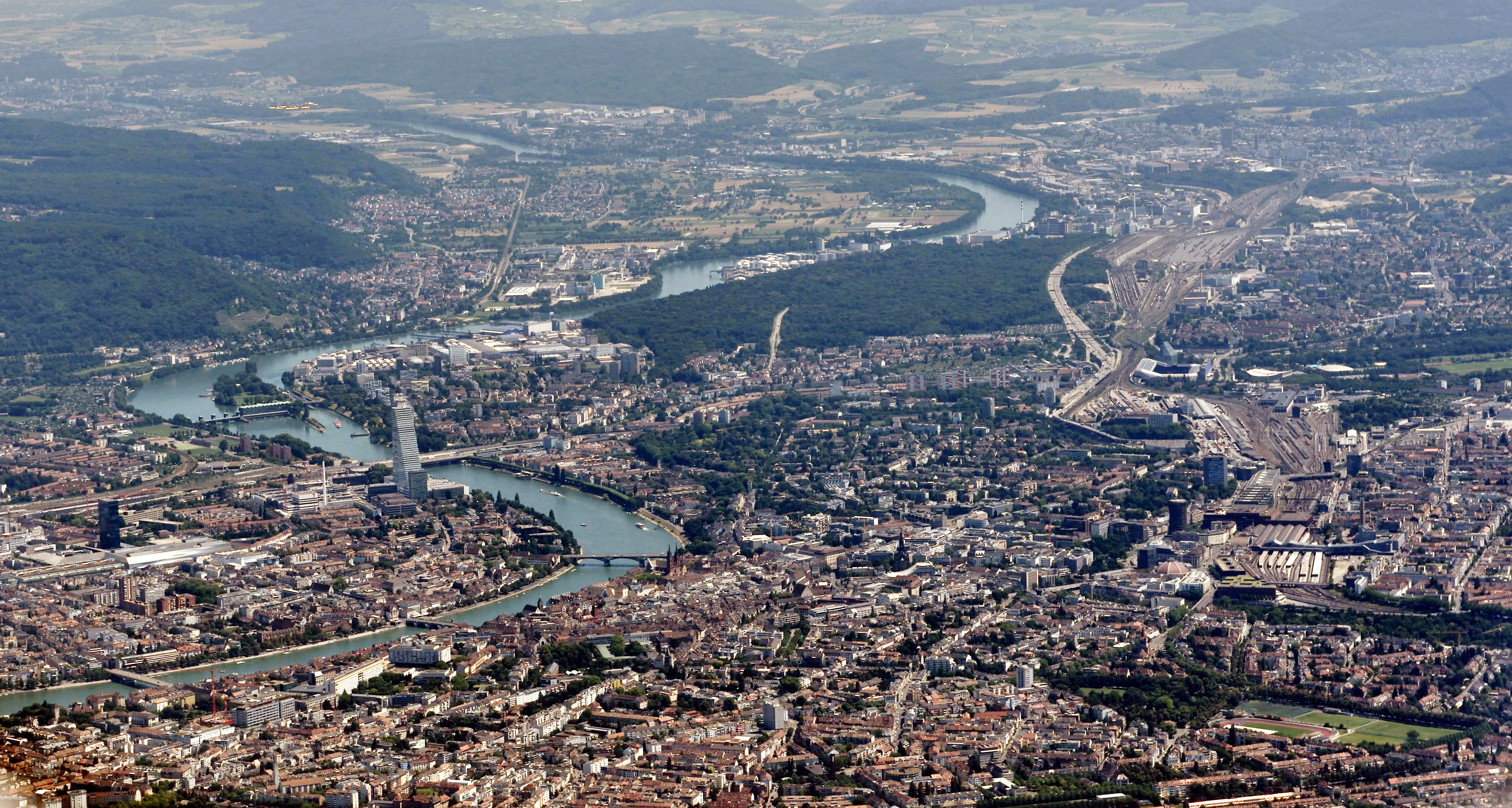
Bebauung von Basel im Jahr 2015 aus der Vogelperspektive

Die Liste der Hochhäuser in Basel führt alle fertiggestellten oder im Bau befindlichen Hochhäuser ab einer strukturellen Höhe von 50 Metern in der Stadt Basel. Bauwerke, die nicht zu betrieblichen oder wohnwirtschaftlichen Zwecken dienen wie Kirchen oder Silos werden aus Vergleichsgründen in der Liste entsprechend ihrer Höhe dargestellt, aber nicht im Rang mitgezählt.
Die Entwicklung von Hochhäuser setzte in Basel vergleichsweise spät ein. Bis Mitte des 20. Jahrhunderts gab es abgesehen vom Turmhaus am Aeschenplatz (31 Meter, 1928/9 erbaut) und dem Bürgerspital (34 Meter, 1937 fertiggestellt) keine Hochhausbauten. Eine städtebauliche Konzeption zur Errichtung solcher Bauwerke gab es nicht; die Verfügbarkeit von Bauland und Lage gab die Entwicklung vor. Erst 1939 wurde ein Zonenplan eingeführt und Gebäude über 28 Metern als Hochhäuser klassifiziert.
Nach Wohnhochhäusern in den 1950er Jahren am Stadtrand folgte mit dem Geschäftshochhaus an der Heuwaage erstmals ein Hochhaus in zentraler Lage. In den 1960er Jahren wurden die Hauptsitze der Hoffmann-La Roche, Lonza, Ciba und Geigy als Hochhäuser realisiert. Nach zurückhaltenden 1970er und 1980er Jahre in der Entwicklung von Hochhäusern, fiel Anfang der 1990er Jahre die Entscheidung, den Messestandort Basel zu stärken. In dieser Folge wurde etwa zehn Jahre später der Messeturm fertiggestellt, mit 105 Metern das damals höchste Hochhaus der Schweiz. Durch weitere Verdichtung des Grossraums Basel entstand 2015 mit dem Roche-Turm (Bau 1) erneut ein Rekordhochhaus im landesweiten Vergleich.

## Liste
Farbe: dunkelblau = Hochhaus (im Bau oder vollendet)
| Rang | Name                                          | Bild | Höhe (m) | Etagen | Eröffnung    | Standort                                                                          | Architekt                       | Bemerkungen                                             |
| ---- | --------------------------------------------- | ---- | -------- | ------ | ------------ | --------------------------------------------------------------------------------- | ------------------------------- | ------------------------------------------------------- |
| 1    | Roche-Turm (Bau 2)                            |      | 205      | 50     | 2022         | Grenzacherstrasse, Kleinbasel                                                     | Herzog & de Meuron              | höchstes Hochhaus der Schweiz                           |
| 2    | Roche-Turm (Bau 1)                            |      | 178      | 41     | 2015         | Grenzacherstrasse 124, Kleinbasel                                                 | Herzog & de Meuron              | 2015–2022 höchstes Hochhaus der Schweiz                 |
| 3    | Roche (Bau 7)                                 |      | 114      | 26     | 2023         | Grenzacherstrasse, Kleinbasel                                                     | Herzog & de Meuron              |                                                         |
| 4    | Messeturm                                     |      | 105      | 31     | 2003         | Messeplatz 12, Basel-Rosental                                                     | Morger & Degelo/Daniele Marques | 2003–2011 höchstes Hochhaus der Schweiz                 |
| 5    | Claraturm                                     |      | 96       | 30     | 2021         | Riehenring, Basel-Rosental                                                        | Morger Partner Architekten      |                                                         |
| 6    | Baloise Hochhaus                              |      | 89       | 24     | 2020         | Aeschengraben 31, Basel-Vorstädte                                                 | Miller & Maranta                |                                                         |
|      | Siloturm Ultra-Brag                           |      | 83       |        | 2009         | Basler Hafen                                                                      |                                 |                                                         |
| 7    | Meret Oppenheim Hochhaus                      |      | 81       | 19     | 2019         | Güterstrasse, Bahnhof SBB, Basel-Gundeldingen                                     | Herzog & de Meuron              |                                                         |
|      | Matthäuskirche                                |      | 80       |        | 1864         | Basel-Matthäus                                                                    | Felix Henry                     |                                                         |
| 8    | Grosspeter Tower                              |      | 78       |        | 2017         | Grosspeterstr. 44, Basel-St. Alban                                                | Burckhardt+Partner AG           |                                                         |
| 9    | Novartisbau K25                               |      | 75       |        | 1966         | Unterer Rheinweg 180, Basel-Klybeck                                               | Suter + Suter                   |                                                         |
| 9    | Novartisbau WSJ-210                           |      | 75       |        | 1973         | Novartis-Campus, Basel-St. Johann                                                 |                                 |                                                         |
| 11   | Biozentrum-Turm                               |      | 73       | 16     | 2021         | Spitalstrasse 41, Basel-Am Ring                                                   | Ilg Santer Architekten          |                                                         |
|      | Elisabethenkirche                             |      | 72       |        | 1864         | Basel-Vorstädte                                                                   | Ferdinand Stadler               |                                                         |
|      | Silo Brenntag                                 |      | 72       |        |              | Elsässerstrasse 200, Basel-St. Johann                                             |                                 |                                                         |
| 12   | Roche (Bau 6)                                 |      | 72       |        | 24           | Grenzacherstrasse, Kleinbasel                                                     | Herzog & de Meuron              |                                                         |
| 13   | St. Jakob-Turm                                |      | 71       | 17     | 2008         | St. Jakobs-Strasse 397, Basel-St. Alban                                           | Herzog & de Meuron              |                                                         |
| 14   | BIZ-Turm                                      |      | 69.5     | 20     | 1977         | Centralbahnplatz 2, Basel-Am Ring                                                 | Burckhardt und Partner AG       | Zum Bezugszeitpunkt war es das dritthöchste Haus Basels |
| 15   | Lonza-Hochhaus                                |      | 68.4     | 19     | 1962         | Münchensteinerstrasse 38, Basel-Am Ring                                           | Hans Rudolf und Peter Suter     | Zum Bezugszeitpunkt war es das höchste Haus Basels      |
| 16   | Novartis S-386                                |      | 65       | 16     |              | Novartis-Campus, Basel-St. Johann                                                 |                                 |                                                         |
| 17   | Novartis WSJ-188                              |      | 65       | 14     | 2014         | Novartis-Campus, Basel-St. Johann                                                 |                                 |                                                         |
|      | Basler Münster                                |      | 62.7     |        | ~ 1500       | Münsterplatz, Altstadt Grossbasel                                                 |                                 |                                                         |
|      | Antoniuskirche                                |      | 62       |        | 1927         | Basel-St. Johann                                                                  | Karl Coelestin Moser            |                                                         |
| 18   | Roche (Bau 52)                                |      | 63       | 18     | 1960         | Grenzacherstrasse, Kleinbasel                                                     | Roland Rohn                     |                                                         |
| 19   | Wohnhaus Hechtliacker                         |      | 57       | 19     | 1963         | Hechtliacker 44, Basel-St. Alban                                                  | Otto und Walter Senn            |                                                         |
| 19   | Wohnhaus Sperrstrasse                         |      | 57       | 19     | 1968         | Sperrstrasse 40, Basel-Matthäus                                                   |                                 |                                                         |
| 19   | Thomy-Hochhaus                                |      | 57       |        |              | Horburgstrasse 105, Basel-Klybeck                                                 |                                 |                                                         |
| 19   | Wohnhaus C1 Schorenweg                        |      | 57       |        | 2016         | Schorenweg 36 Basel-Hirzbrunnen                                                   |                                 |                                                         |
| 23   | Wohnhäuser Redingstrasse und Lehenmattstrasse |      | 54       | 18     | 1960er-Jahre | Redingstrasse 10, 12, 20, 22 und Lehenmattstrasse 280, 282, 308, 310 Basel-Breite |                                 |                                                         |
|      | Siloturm Basel                                |      | 54       |        | 1925         | Hafen Basel                                                                       | Hans Bernoulli                  |                                                         |
| 24   | Syngenta-Hochhaus                             |      | 53       |        | 1957/58      | Schwarzwaldallee 215, Basel-Hirzbrunnen                                           | Burckhardt Architekten          | Rückbau im Jahr 2017                                    |
| 25   | Coop-Hochhaus                                 |      | 52       | 14     | 1979         | Thiersteinerallee 12, Basel-Gundeldingen                                          |                                 |                                                         |
|      | Barfüsserkirche                               |      | 51       |        | ~1300        | Barfüsserplatz 7, Altstadt Grossbasel                                             |                                 |                                                         |
| 26   | Wohnhäuser Schorenweg                         |      | 50       |        | 1962         | Schorenweg 20, 22, 30, 32, Basel-Hirzbrunnen                                      |                                 |                                                         |